# Mussig

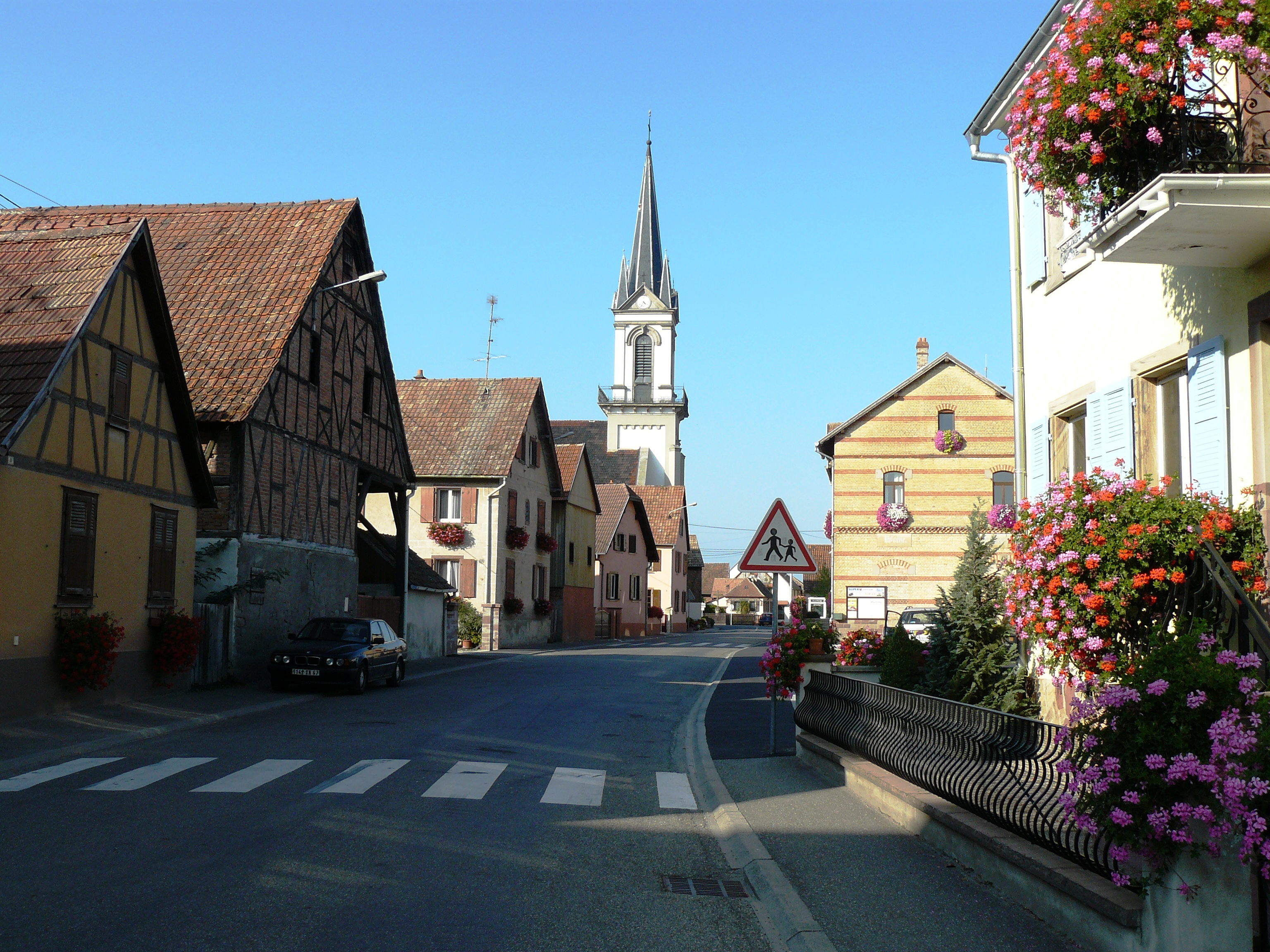
Hauptstraße

Mussig ist eine französische Gemeinde mit 1139 Einwohnern (Stand 1. Januar 2021) im Département Bas-Rhin in der Europäischen Gebietskörperschaft Elsass und in der Region Grand Est. Sie ist Mitglied der Communauté de communes de Sélestat. 

## Geographie
Die Gemeinde Mussig liegt im Elsass, etwa 26 Kilometer nordöstlich von Colmar, sieben Kilometer südöstlich von Schlettstadt und neun Kilometer nordwestlich von Markolsheim am Hanf- oder Eckersteggraben.
Zum Dorf gehören der Weiler Schnellenbuhl (Schnellenbühl) und der Wohnplatz Breitenheim (ehemaliger Maierhof).

## Geschichte
Ältere Ortsbezeichnungen sind Musig (1361), Musiche (1392) und Musig (1782). Das Gründungsjahr des Dorfs ist unbekannt. Es gehörte zur Herrschaft der Familie Rathsamhausen zum Stein (in der franz. Literatur auch Rathsamhausen de la Roche genannt) auf Ehnweyer (fünf Kilometer nördlich von Mussig), die ihre Besitzungen vom Herzog von Württemberg zu Lehen trugen. Schlettstadt gegenüber war Mussig befreit vom Brückenzoll, der am Illtor in Schlettstadt erhoben wurde.
Durch den Frankfurter Frieden vom 10. Mai 1871 kam die Region an das deutsche Reichsland Elsaß-Lothringen, und das Dorf wurde dem Kreis Schlettstadt im Bezirk Unterelsass zugeordnet. Die Dorfbewohner betrieben Tabak-, Hopfen-, Getreide-, und etwas Weinbau sowie Viehzucht; einige Einwohner waren in Markircher Webereien oder als Handwerker tätig.
Nach dem Ersten Weltkrieg musste die Region aufgrund der Bestimmungen des Versailler Vertrags 1919 an Frankreich abgetreten werden. Im Zweiten Weltkrieg war die Region von der deutschen Wehrmacht besetzt.

### Bevölkerungsentwicklung
| 1962 | 1968 | 1975 | 1982 | 1990 | 1999 | 2006 | 2019 |
| ---- | ---- | ---- | ---- | ---- | ---- | ---- | ---- |
| 832  | 840  | 882  | 937  | 1014 | 1084 | 1088 | 1169 |

## Sehenswürdigkeiten
- Kirche St. Oswald, erbaut 1837[1]
- Kapelle La Vierge, St. Ignace und St.François-Xavier im Ortsteil Schnellenbuhl

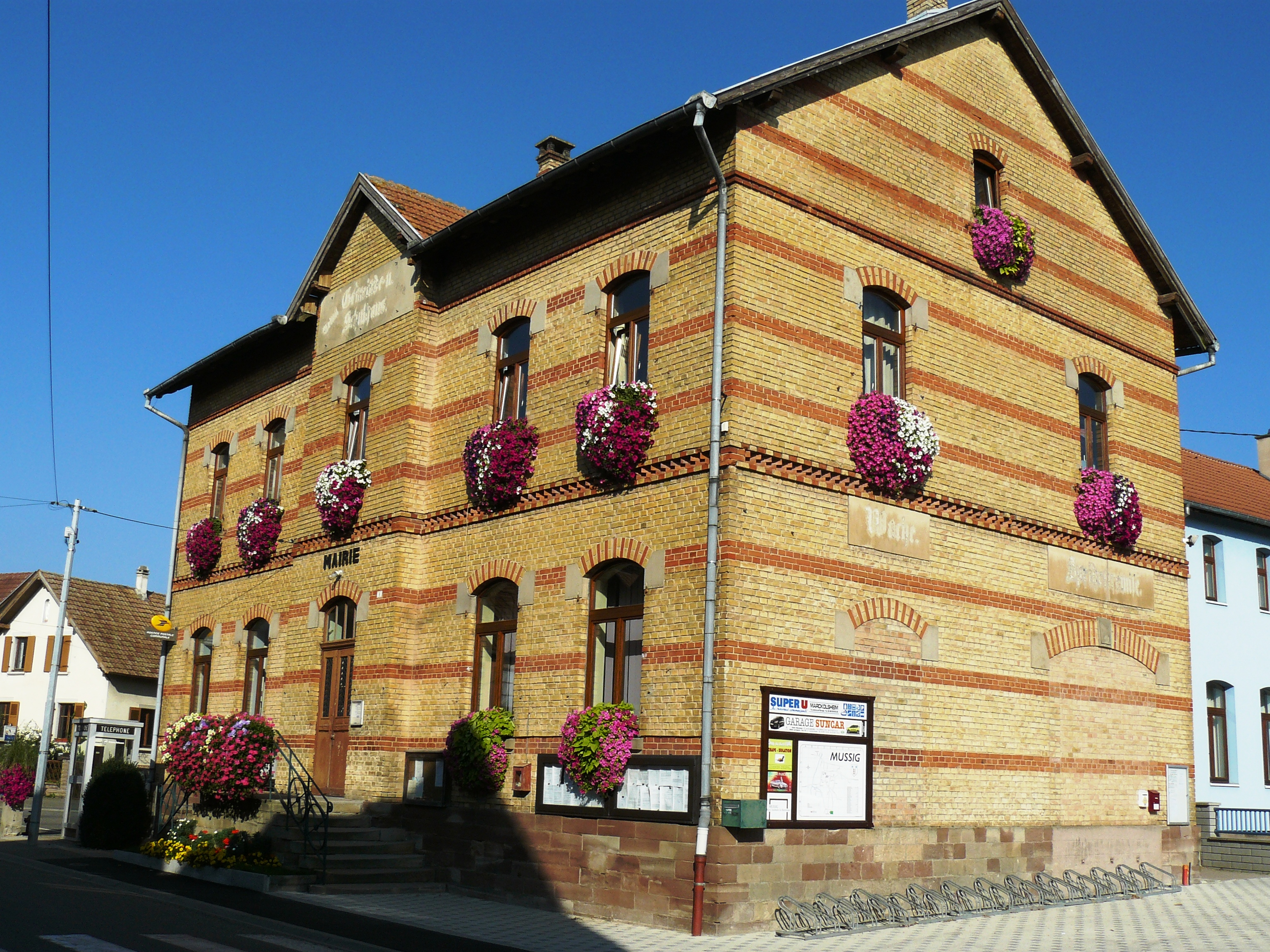
Rathaus (Mairie)
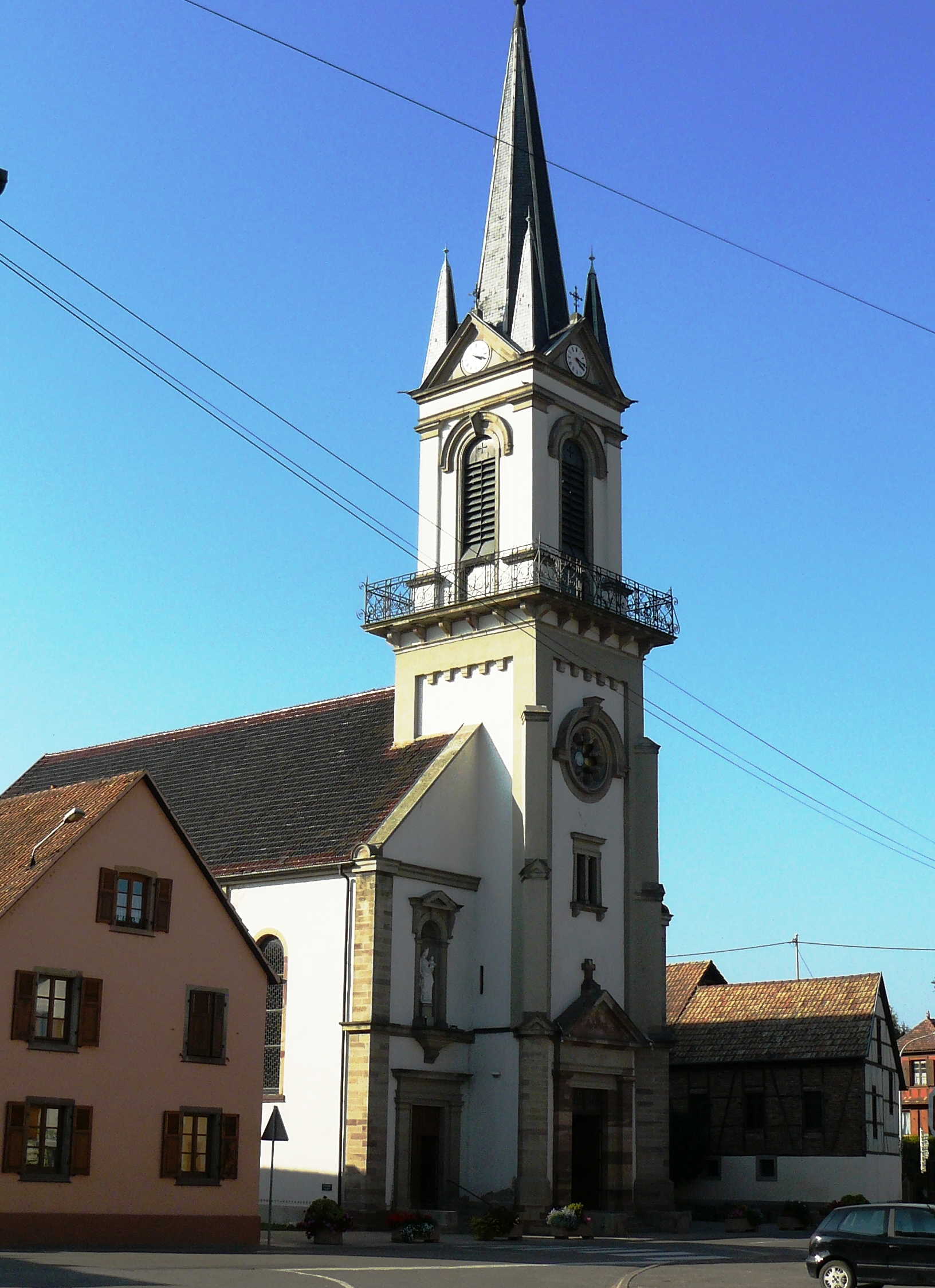
Katholische Kirche St. Oswald
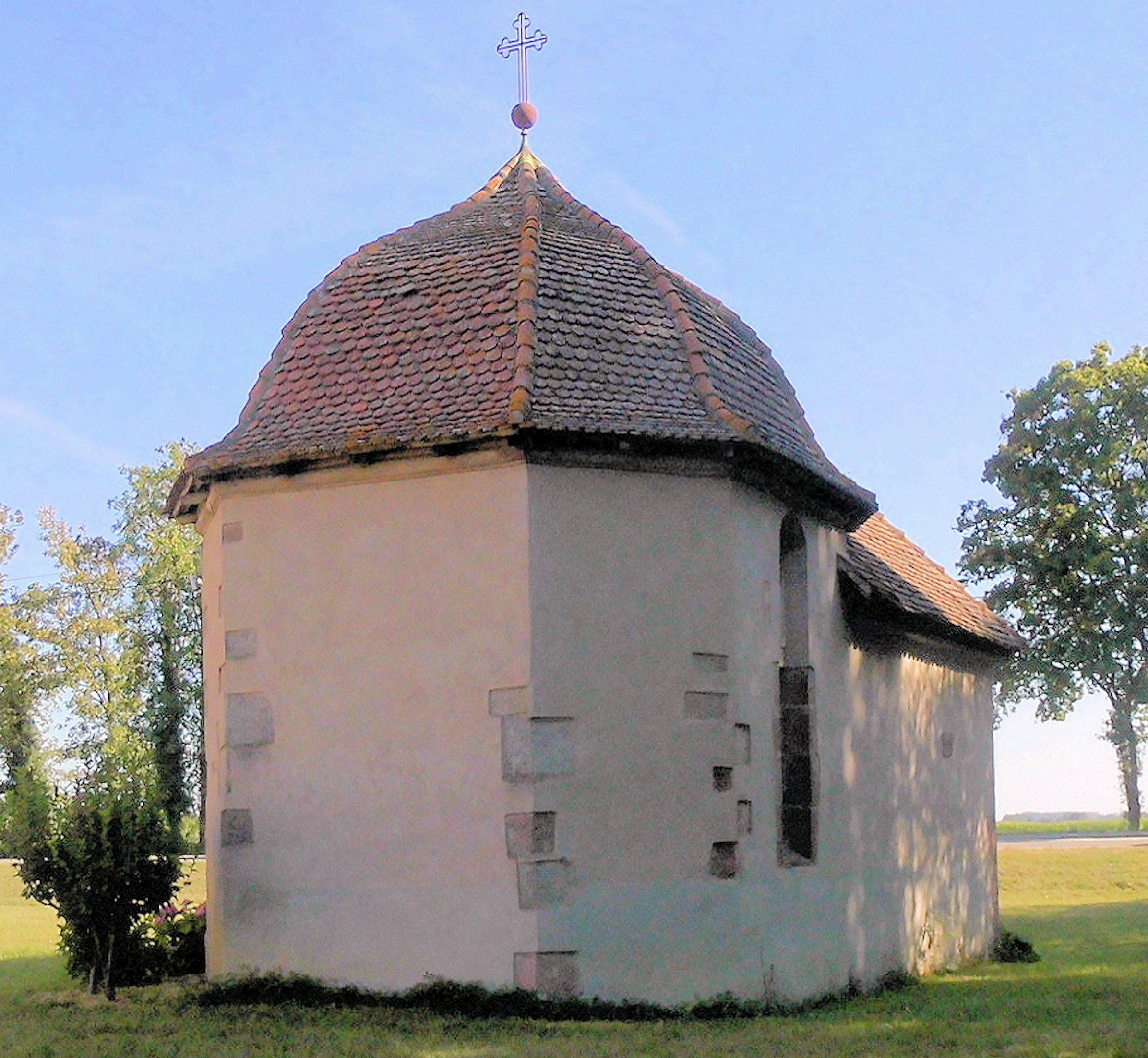
Kapelle im Ortsteil Schnellenbuhl
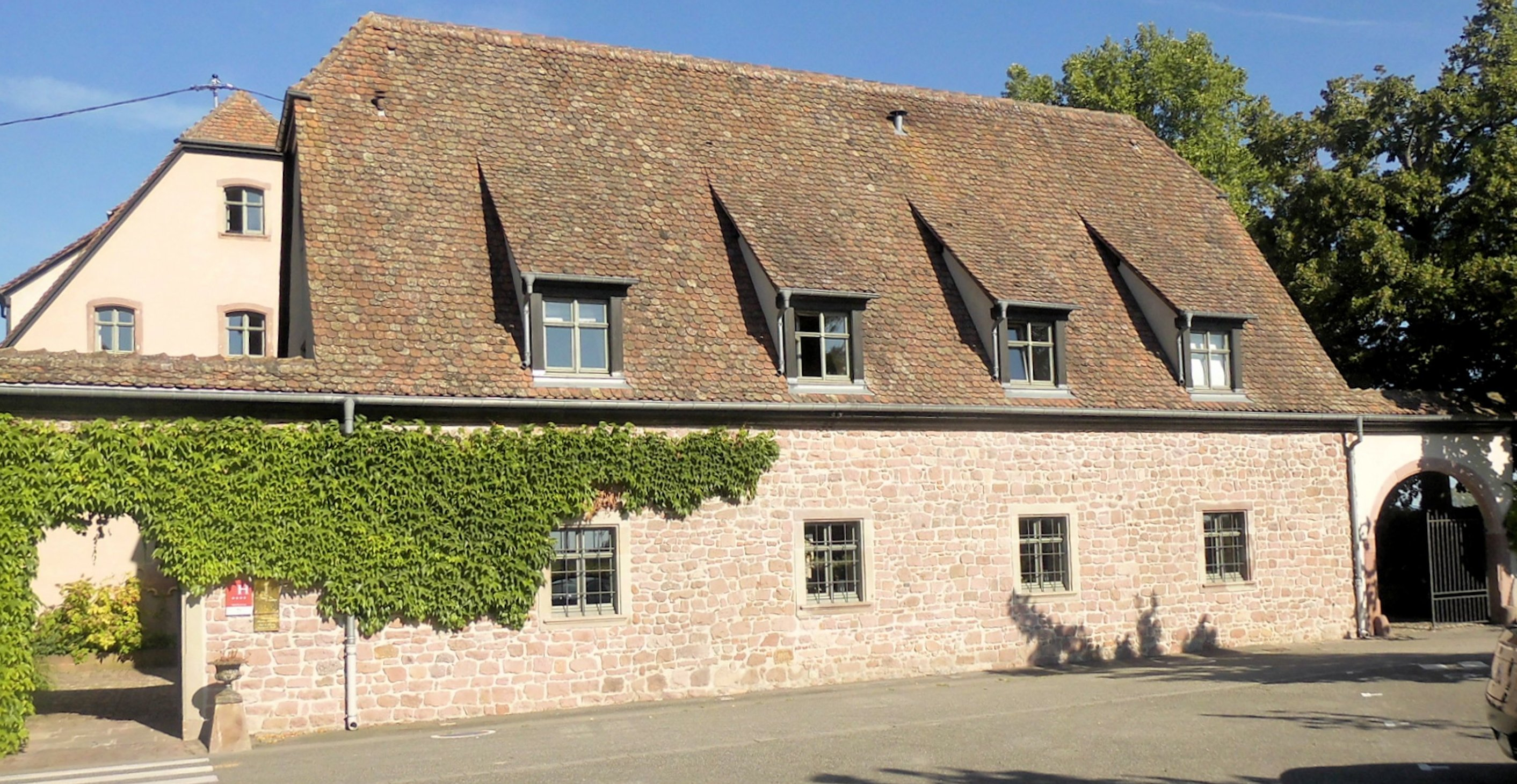
Hotel „Illwald“ in Schnellenbuhl

## Söhne und Töchter
- Johann Peter Stupfel (1725–nach 1793), deutscher Jurist, Schriftsteller, Publizist und politischer Aktivist zur Zeit der Französischen Revolution, wurde hier geboren